# Złote wrota
Złote wrota (wł. Nuovomondo) – włosko-francuski dramat obyczajowy z 2006 roku w reżyserii Emanuele Crialese. Historia włoskiej rodziny, która na początku XX wieku wyrusza do Nowego Jorku. Zdjęcia kręcono na Sycylii oraz w Buenos Aires.

## Główne role
- Charlotte Gainsbourg – Lucy Reed
- Vincenzo Amato – Salvatore Mancuso
- Aurora Quattrocchi – Fortunata Mancuso
- Francesco Casisa – Angelo Mancuso
- Filippo Pucillo – Pietro Mancuso
- Federica De Cola – Rita D’Agostini
- Isabella Ragonese – Rosa Napolitano
- Vincent Schiavelli – Don Luigi